# Ahn Byeong-Keun
Ahn Byeong-Keun, född den 23 februari 1962, är en sydkoreansk judoutövare.
Han tog OS-guld i herrarnas lättvikt i samband med de olympiska judotävlingarna 1984 i Los Angeles.